# Cinnamomum alainii
Cinnamomum alainii är en lagerväxtart som först beskrevs av C.K. Allen, och fick sitt nu gällande namn av A.H. Liogier. Cinnamomum alainii ingår i släktet Cinnamomum och familjen lagerväxter. Inga underarter finns listade i Catalogue of Life.